# Fragments pour un portrait
Fragments pour un portrait, sept pièces pour ensemble de 30 musiciens is een werk dat Philippe Manoury componeerde van september 1997 tot en met maart 1998.

## Inleiding
Manoury haalde inspiratie voor dit werk en haar titel uit een werk van kunstschilder Francis Bacon. Bacon maakte (45) variaties op het schilderij Paus Innocentius X van Diego Velázquez. Daarbij moest ieder schilderij anders zijn dan de reeds bestaande, maar het centrale thema moest toch duidelijk herkenbaar blijven. Vertaald naar de muziek leverde dat een werk op dat bestaat uit zeven delen (of secties), die alle op zichzelf staan, doch in de verte steeds iets met elkaar gemeen hebben. De eerste uitvoering vond plaats op 7 mei 1998 in Cité de la musique te Parijs; het Ensemble Intercontemporain stond onder leiding van David Robertson, muzikaal leider van dat ensemble en IRCAM.

## Muziek
De muziek van Manoury staat te boek als uiterst modern, maar dan toch met klassieke invloeden. Hij verwerkte invloeden uit de 19e-eeuwse klassieke muziek van Richard Strauss en Richard Wagner in zijn muziek; deze klassieke invloeden worden dan samengesmolten met invloeden van Pierre Boulez (als componist) en Karlheinz Stockhausen. Tot slot is ook een invloed van Claude Debussy hoorbaar, want het blijft ten slotte Franse muziek.

### Delen
Het werk bestaat uit zeven delen, die elk hun eigen karaktertrekken hebben:
1. Chemins
2. Choral
3. Vagues paradoxales
4. Nuit (avec turbulences)
5. Ombres
6. Bagatelle
7. Totem.

Deel 1 laat zien dat het orkest verdeeld is in drie groepen die met elkaar communiceren. In dit deel openen de hobo’s het totale werk. De muziek is schril en dissonant, maar dat laatste onopvallend en doet lang niet zo dissonant aan als bij andere componisten. Het debat tussen de diverse groepen leidt nergens toe. Er zijn wel melodielijnen, maar die verdwijnen net zo onopvallend als ze ontstaan zijn. Door de stijgende toonhoogte op het eind lijkt een muzikaal vraagteken geplaatst te zijn.
Deel 2 is een koraal. In plaats van hemelse gezangen zijn het muzikale blokken beton die tegen elkaar botsen, het sluit in het geheel niet aan op de lichte kleuring van deel 1, met haar fortissimo-klanken uit de diepte.
Deel 3 is een etude in snelheid. Het deel wordt in gang gezet door de fagotten en er vindt een strijd plaats van de oplopende snelheid van noten tegenover een steeds langzamer wordend tempo. Het geeft het idee, dat het orkest vooruit wil, maar steeds in de achteruit wordt gedwongen. Het idee van stijgend tempo wordt mede versterkt doordat er steeds hogergestemde muziekinstrumenten gebruikt worden; de muziek lijkt lichter te worden.
Deel 4 is het centrale deel en duurt veruit het langst. In 12 minuten wordt een onrustige nacht ten gehore gebracht. De muziek is vaag, maar wordt steeds onderbroken door stevige uithalen in de diverse instrumenten. In de schemering gebeuren allerlei zaken die daar niet in thuis horen. Gemompel in het lichte hout en de fagotten wordt onderbroken door scherpe trompetuitstoten; geknetter in contrabasklarinet en contrafagot. De componist verwees hier naar de muzikale landschappen, die men vindt bij Charles Ives en onderliggende ontwikkelingen binnen de muziek van Debussy.
Deel 5 Schaduw is veel korter; het is hier onduidelijk waar iets begint of eindigt, het sluit wat dat betreft aan op deel 4. Vindt er in deel 4 ontwikkeling plaats, dit deel staat als het ware stil (terwijl er bewegingen genoeg zijn).
Deel 6 Kleinigheid staat qua muzikale lijn recht tegenover de delen 4 en 5. Deel 4 met haar regelmatigheid en deel 5 met de stilstand contrasteren bij een fragmentarisch geheel, waarbij het lijkt of de componist nog wat schetsen overhad en deze in dit deel heeft verwerkt.
Deel 7 Totem is het slotdeel van ruim 8 minuten. De componist wilde het gehele werk als zeven losstaande delen componeren. Daartegenover stond zijn wil om in tegenstelling tot de verdeeldheid de muziek ook samen te smeden. Deel 7 is het samengaan van delen 1, 2 en 4. De recapitulatie is echter goed verstopt. Je hoort het gesprek tussen de twee hobo’s wel, maar dit keer op de achtergrond in plaats van op de voorgrond als in deel 1. Het koraal is ook onopvallend verweven. De dynamiek van het werk wordt steeds zachter totdat ze als een popliedje een fade-out krijgt. Daarmee kreeg het werk een open eind; men blijft in verwachting van wat komen gaat; alleen er komt niets.
De componist was benieuwd of er na beluistering van het werk nog fragmenten bleven hangen bij de luisteraar. Dat zal afhangen of men meerdere stukken uit de klassieke muziek uit de 20e eeuw heeft beluisterd en men langs het bombardement van geluid kan luisteren. Het tweegesprek in deel 1 met de schreeuwende hobo’s, deel 3 met de mopperende fagotten en deel 4 de nacht, alsmede het slotdeel geven de luisteraar enigszins houvast.

### Orkestratie
Bij de meeste werken in de klassieke muziek zijn de strijkinstrumenten duidelijk aanwezig; Manoury heeft ze in dit werk naar de achtergrond gedwongen; ze zijn even hoorbaar in het slotdeel, maar onopvallend. De muziek klinkt dat ook als een modern muziekwerk voor harmonieorkest; er moet namelijk flink geblazen worden in dit werk:
- 1 dwarsfluit/piccolo, 1 dwarsfluit/altfluit, 1 hobo, 1 hobo/althobo, 2 klarinetten, 1 contrabasklarinet, 1 fagot, 1 fagot/contrafagot;
- 2 hoorns, 2 trompetten met piccolotrompet en flugelhorn, 2 trombone/bastrombone, 1 tuba
- 3 man/vrouw percussie; 1 piano, 1 celesta, 1 harp
- 3 violen, 2 altviolen, 2 celli, 1 contrabas (vijf snaren).

Het instrumentarium kan uitgebreid worden met basfluit, esklarinet, basklarinet en bugel.

## Discografie
- Uitgave Kairos: Susanna Mälkki met het Ensemble Intercontemporain in een opname van 2008